# Stenolestes falloti
Indophaea falloti
Espèce
Synonymes
- †Indophaea falloti Théobald, 1937

La libellule demoiselle Stenolestes falloti est une espèce fossile du genre Stenolestes, de la famille des Sieblosiidae, dans l'ordre des Odonates.

## Classification
L'espèce Stenolestes falloti est décrite en 1937 par le paléontologue français Nicolas Théobald (1903-1981) dans sa thèse, sous le protonyme Indophaea falloti,

### Renommage
Indophaea falloti est renommée Stenolestes falloti en 1986 par l'entomologiste français André Nel,.
Ce rennomage est repris en 1994 par Nel et Paicheler, en 2021 par Nel et Zheng, ainsi qu'en 2021 par Archibald et al.,
À la suite de ce renommage, l'espèce Stenolestes falloti à la famille des Sieblosiidae, fossile. Elle est passée provisoirement par la sous-famille des Petrolestinae de la famille des Dysagrionidae.

### Fossiles
Selon la Paleobiology Database  en 2023, une seule collection est référencée et l'holotype, de l'ère Cénozoïque, et du Rupélien de l'époque Oligocène inférieur (33,9 à 23,03 Ma.) fait partie de la collection du muséum national d'histoire naturelle de Paris, dans la galerie de Paléontologie, et vient de la formation de Céreste dans les Basses-Alpes. À la publication l'espèce est décrite comme appartenant à la famille des Agrionidae et à la sous-famille des Eppallaginae. 

### Étymologie
L'épithète spécifique a été attribué en hommage au géologue et professeur français Paul Fallot (1889-1960), directeur de l'institut de géologie de Nancy,.

## Description

### Caractères
La demoiselle est un 

« insecte montrant la tête, le thorax, les pattes i et II et les ailes. Tête robuste, transversale ; deux gros yeux saillants, largement séparés; front allongé, tronconique ; labre arrondi à l'avant ; occiput légèrement concave. Thorax allongé; prothorax court, nettement séparé de la tête par un cou profondément étranglé; pronotum légèrement rétréci à l'arrière ; mésothorax débordant légèrement le prothorax, plus long que large ; deux sutures noto-pleurales à peu près parallèles ; on distingue en arrière le métathorax. Abdomen allongé et épaissi vers l'apex ; sur l'échantillon il est recourbé ; on ne peut pas discerner l'armure génitale. Pattes courtes, cils raides sur tibias. Ailes assez bien conservées, dépassant légèrement l'abdomen, presque identiques et de même largeur ; nettement pétiolées, surtout les ailes postérieures ; nodus plus près de la base que du sommet de l'aile (caractère surtout net pour les ailes antérieures) ; nervures anténodales peu nombreuses ; ptérostigma long et étroit ; arculus droit. ».

### Dimensions
Les dimensions sont : tête : longueur 6 mm, largeur 6 mm; thorax : longueur 13 mm, largeur 6,5 mm; abdomen : longueur 41 mm, largeur 3,75 mm;ailes : longueur 50 mm, largeur 12 mm;

## Biologie
« Le genre Indophaea vit à Bornéo et en Malaisie au bord des eaux. »

### Publication originale
- [1937] Nicolas Théobald, « Les insectes fossiles des terrains oligocènes de France 473 p., 17 fig., 7 cartes,13 tables, 29 planches hors texte », Bulletin Mensuel de la Société des Sciences de Nancy et Mémoires de la Société des sciences de Nancy, Imprimerie G. Thomas,‎ 1937, p. 1-473 (ISSN 1155-1119 et 2263-6439, OCLC 786027547). .